# هیوندای سانتاکروز
هیوندای سانتاکروز (به انگلیسی: Santa Cruz) یک پیکاپ چهار در است که توسط هیوندای کره جنوبی تولید می‌شود. سانتا کروز در سال ۲۰۲۱ معرفی شد و قرار است سال ۲۰۲۲ به بازار عرضه شود، این خودرو اولین وانت ۴ در هیوندای است که تاکنون در بازار آمریکای شمالی فروخته شده‌است. این وسیله نقلیه بر اساس کراس اوور هیوندای توسان ساخته شده‌است و از طرح شاسی مونوکوک بهره می‌برد که قابلیت آفرود را از این خودرو می‌گیرد.

## بررسی
نسخه مفهومی این وسیله نقلیه در قالب یک وانت مفهومی بود که در نمایشگاه نمایشگاه بین‌المللی خودروی آمریکای شمالی ۲۰۱۵ به نمایش درآمد.
مدل تولیدی سانتاکروز در آوریل ۲۰۲۱ برای بازار آمریکای شمالی رونمایی شد. این خودرو با نسل چهارم توسان ارتباط نزدیک دارد و از همان کد پروژه، سایت تولید و طراحی داشبورد بهره می‌برد. سانتاکروز از لحاظ ظاهری هم به توسان نزدیک است.

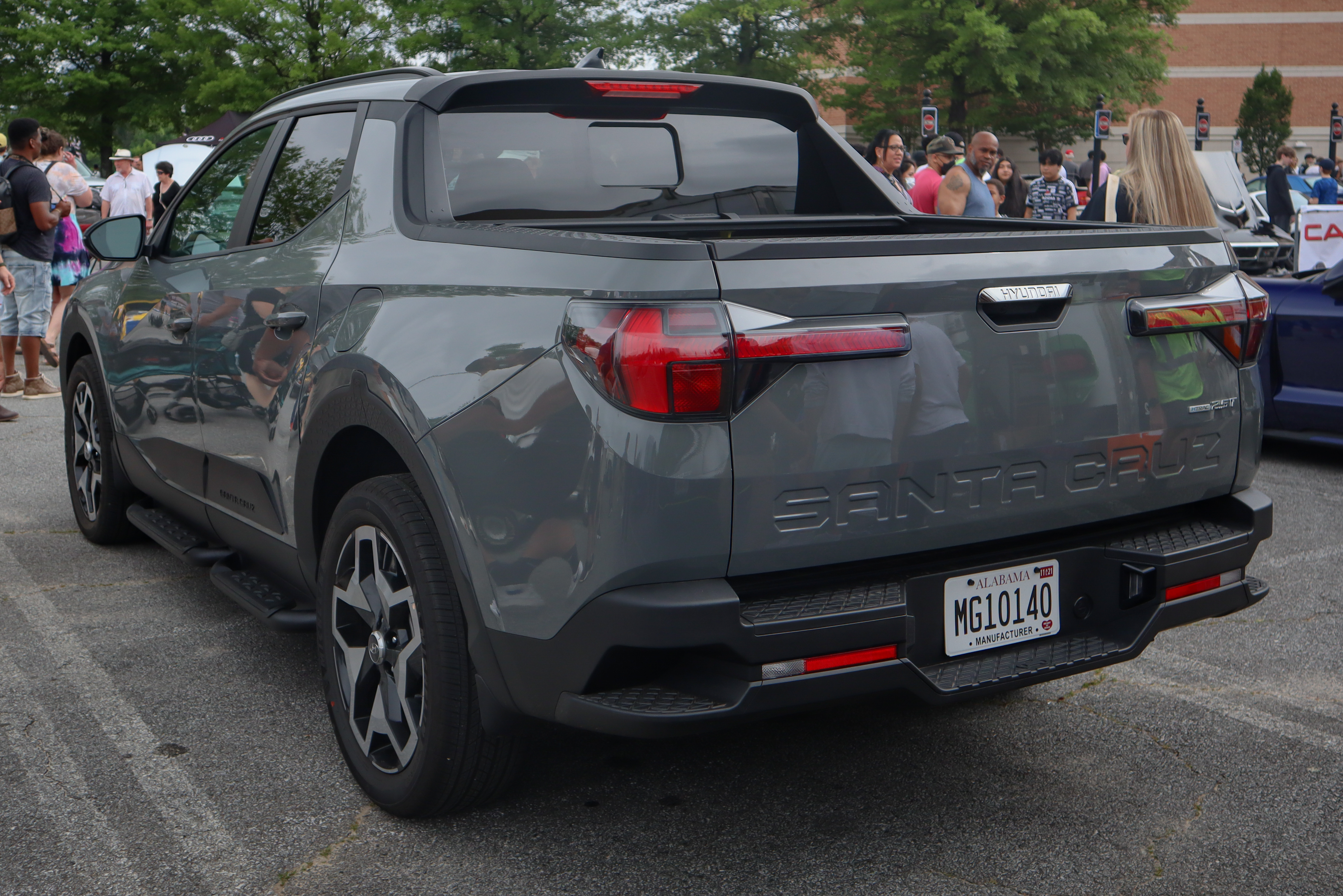
نمای عقب سانتاکروز ۲۰۲۲

سانتا کروز از سیستم چهار چرخ محرک در تریم‌های فول بهره می‌برد، همچنین نسخه‌های پایه این خودرو محور جلو محرک هستند. سانتاکروز در نسخه‌های تمام چرخ محرک از قفل دیفرانسیل بهره می‌برد. این خودرو به سامانه تعلیق مک فرسون برای چرخ‌های جلو و سامانه تعلیق مستقل چند لینک در عقب مجهز شده‌است. سیستم تعلیق عقب مجهز به کمک فنرهای تسطیح کننده خودکار است تا خودرو در هنگام بارگیری ارتفاع خود را حفظ کند.

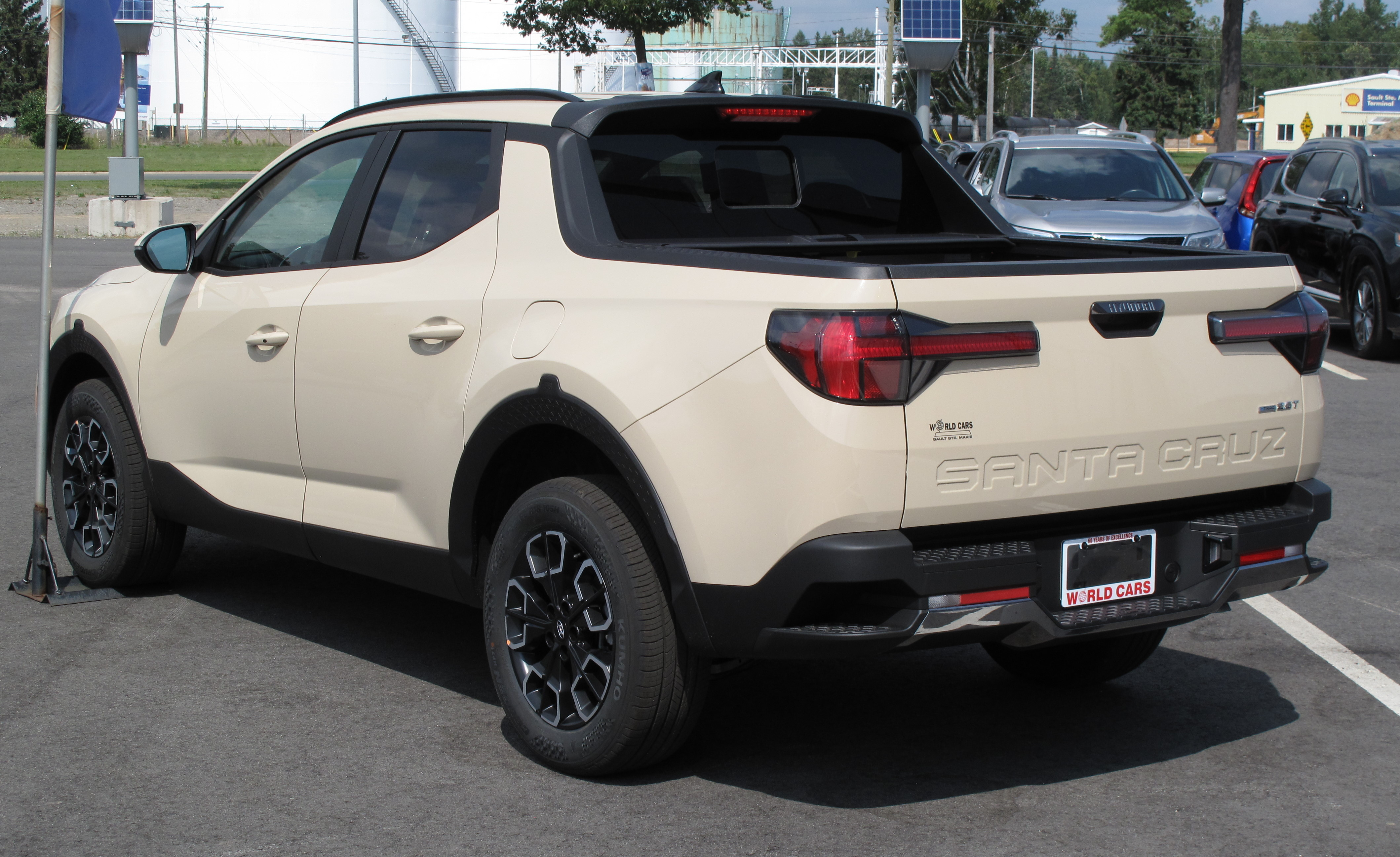
نمای عقب

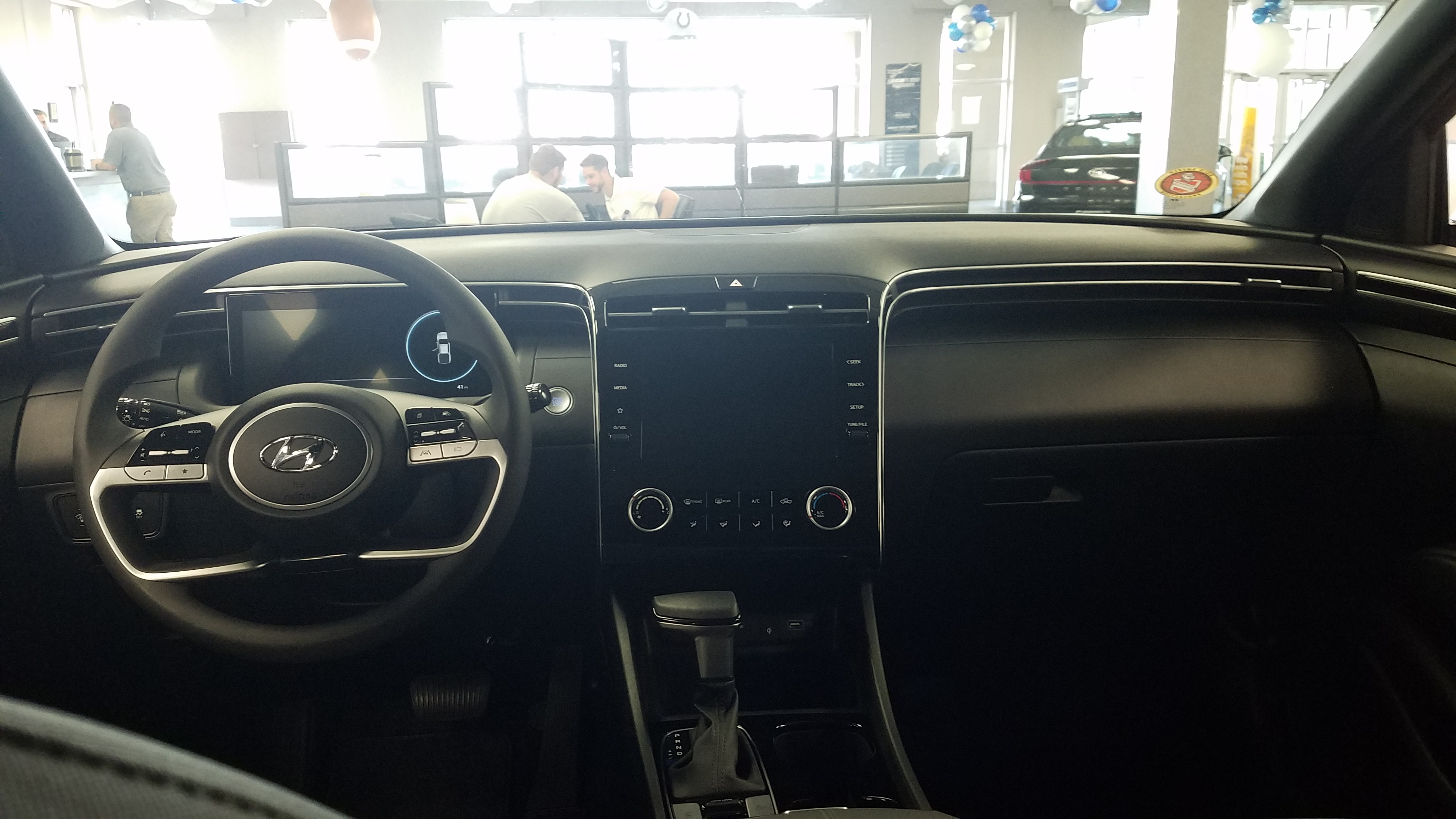
نمای داخلی

این خودرو با موتور استاندارد ۲٫۵ لیتری ۴ سیلندر تزریق مستقیم بنزینی با قابلیت تولید ۱۹۱ اسب بخار (۱۹۴ اسب بخار متری؛ ۱۴۲ کیلووات) و ۱۸۱ پوند-فوت (۲۴۵ نیوتن متر؛ ۲۵٫۰ کیلوگرم متر) و موتور ۲٫۵ لیتری توربوشارژ با ۲۸۱ اسب بخار (۲۸۵ اسب بخار متری؛ ۲۱۰ کیلووات) و ۳۱۱ پوند-فوت (۴۲۲ نیوتن متر؛ ۴۳٫۰ کیلوگرم متر) گشتاور به عنوان گزینه در دسترس است. موتور پایه با جعبه دنده هشت سرعته اتوماتیک جفت می‌شود، در حالی که موتور توربوشارژر به یک گیربکس هشت سرعته دو کلاچه اتوماتیک با شیفت دنده مجهز است.